# LRRN1
LRRN1‏ (Leucine rich repeat neuronal 1) هوَ بروتين يُشَفر بواسطة جين LRRN1 في الإنسان.